# Kazbegui (municipalité)
La municipalité de Kazbegui (en géorgien : ყაზბეგის მუნიციპალიტეტი, phonétiquement khabeguis munitsipalitéti) est un district de la région de Mtskheta-Mtianeti en Géorgie, dont la ville principale est Stephantsminda.

## Géographie

Montagnes près du village de Juta dans la municipalité de Kazbegui, parc national de Kazbegui (décembre 2013).
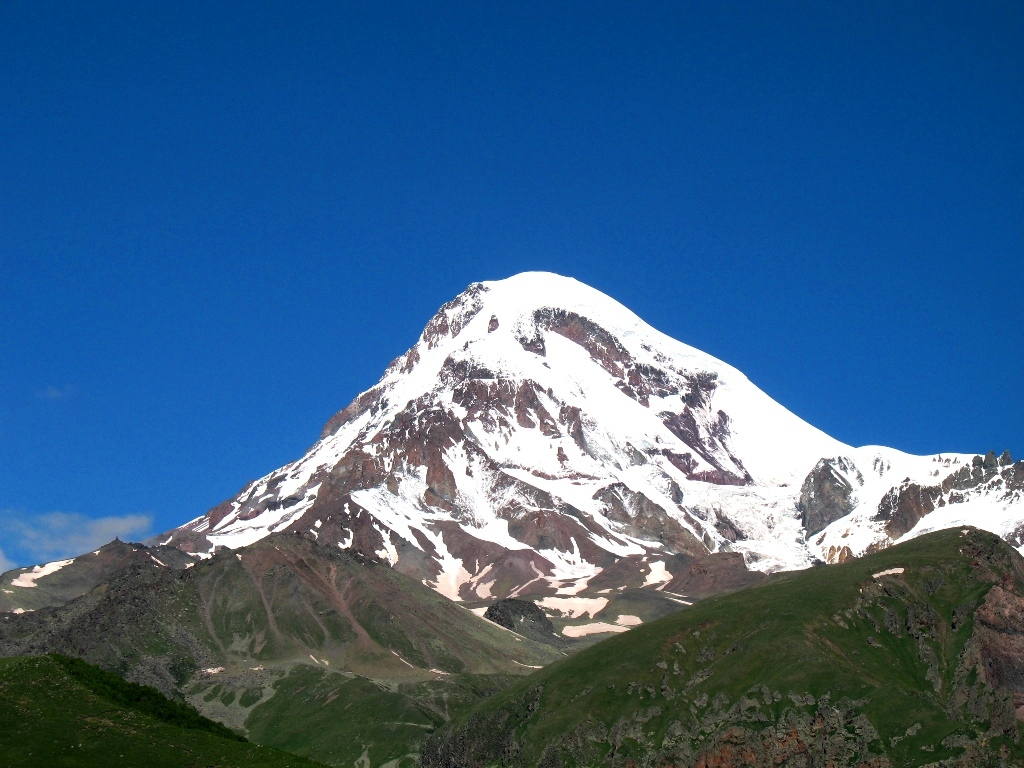
Mont Kazbek.
Montagnes près du village de Juta (septembre 2014).

Le district est entouré au nord par la fédération de Russie, au sud-est par le district de Doucheti, au sud par le district d'Akhalgori et à l'est par le district de Djava, tous deux sécessionnistes, faisant partie de l'Ossétie du Sud.

### Relief
Le relief est particulièrement montagneux, de 1 700 à 5 000 m, avec un ensemble de glaciers d'une superficie d'environ 80 km2, dont le point culminant est le mont Kazbek à 5 047 m dans la chaine de Kokhi.

### Hydrologie
Le territoire est riche en sources, torrents, rivières et lacs : la rivière principale, le Terek (géorgien:თერგი, phonétiquement tergui)- a une longueur de 85 km en Géorgie.

### Faune
La faune est représentée d'une part par des espèces comme les écureuils, les lapins, les fouines, les belettes, les chats sauvages et les renards, d'autre part par les chamois, les ours bruns et les loups; l'aigle royal et le vautour se partagent les hauteurs ; le tétras noir du Caucase, le coq des neiges et plus communément le geai sont également présents.

### Transport
Strabon atteste l'existence d'un passage transcaucasien Nord-Sud au début de notre ère.
Le parcours est facilité depuis la visite de Gottlob Curt Heinrich von Tottleben, puis la construction de la Route militaire géorgienne terminée en 1863, reliant Tbilissi et Vladikavkaz.

## Démographie

### Évolution de la population (2011 à 2016)
Du 1er janvier 2011 au 1er janvier 2016,  la population a diminué de 22 %. Si les surestimations administratives en sont une cause, la sous-estimation du phénomène de migration en est une autre : les mouvements de population des campagnes vers les villes (essentiellement Mtskheta et Tbilissi) et des villes vers l'étranger se poursuivent, sans oublier les conséquences de la guerre russo-géorgienne d’août 2008.
| Année | Urbaine | Rurale | Totale |
| 2011  | 1 800   | 3 100  | 4 900  |
| 2012  | 1 800   | 3 100  | 4 900  |
| 2013  | 1 800   | 3 100  | 4 900  |
| 2014  | 1 800   | 3 100  | 4 900  |
| 2015  | 1 300   | 2 500  | 3 800  |
| 2016  | 1 300   | 2 500  | 3 800  |

### Répartition des groupes ethniques
En 2014 les groupes ethniques se répartissaient de la manière suivante
- Géorgiens 99,24%,
- Ossètes : 0,34%,
- Russe : 0,18%,
- Arméniens : 0,08%.